# Ferdinand Trauttmansdorff
Ferdinand Trauttmansdorff é o atual embaixador austríaco em Praga. Nascido a 28 de julho de 1950, F. Trauttmansdorff é descendente da aristocracia da Áustria e da Boémia.

## Vida
De 1970 a 1971 cumpriu um serviço militar voluntário de um ano. Depois estudou direito na Universidade de Graz e a seguir fez outro serviço militar nas forças da ONU, no Chipre. De 1975 a 1979, trabalhou como assistente no instituto de direito internacional e de relações internacionais da Universidade de Graz.
Depois começou a estudar direito europeu no College d’Europe em Bruges (Bélgica). Graças à sua formação e à sua experiência profissional conseguiu entrar no serviço diplomático da República Austríaca. Durante os seus primeiros anos trabalhou na embaixada austríaca em Genebra. Em 1985 mudou para a embaixada em Bucareste. De 1985 a 1986 afastou-se do seu serviço diplomático para concentrar-se nas suas atividades no âmbito da campanha eleitoral presidencial.
Nos anos seguintes foi membro do conselho cultural na embaixada em Washington, D.C., trabalhou na embaixada em Budapeste, foi embaixador no Cairo (1999 – 2004) e em Lisboa (2004 – 2005). De volta a Viena, dirigiu a secção do direito internacional do Ministério dos Negócios Estrangeiros, onde foi presidente do grupo de ação para a colaboração internacional na formação, memorial e investigação sobre o holocausto, apoiando os prestadores do Serviço Austríaco da Memória do Holocausto.
Desde janeiro 2010 Ferdinand Trauttmansdorff é o embaixador austríaco em Praga.